# Erzamt
Erzamt (tạm dịch Tổng phủ) là một cơ cấu danh nghĩa như một cơ quan chính phủ cao cấp nhất của Đế quốc La Mã Thần thánh. Người đứng đầu các Erzamt đều là các Tuyển đế hầu (Kurfürst), có quyền bầu vua La Mã Đức. Danh hiệu này từ thời hậu Trung cổ chỉ còn là tượng trưng, ngoại trừ nghi lễ khi phong vua La Mã Đức ở Aachen hoặc từ 1562 ở Frankfurt am Main.
Thời Trung cổ , các tuyển hầu tước còn đích thân tham dự vào buổi lễ này, nhưng từ thời Cải cách Tin Lành (vì trong lễ nghi đăng quang đều có một buổi làm lễ theo nghi thức Công giáo Rôma) Các tuyển hầu tước hầu như chỉ để cho một gia đình quý tộc nào đó đại diện.